# Jean Rivier
Jean Rivier (ur. 21 lipca 1896 w Villemomble, zm. 6 listopada 1987 w La Penne-sur-Huveaune) – francuski kompozytor i pedagog.

## Życiorys
Podczas I wojny światowej walczył na froncie, był ofiarą ataku gazem musztardowym i musiał przejść długą rekonwalescencję. W latach 1922–1926 studiował w Konserwatorium Paryskim, gdzie jego nauczycielami byli Georges Caussade (kontrapunkt) i Maurice Emmanuel (historia muzyki). Pobierał też prywatnie lekcje harmonii u Jeana Gallona. Od 1936 do 1940 roku pełnił funkcję przewodniczącego Société de musique de chambre „Le Triton”. Od 1947 do 1966 roku wykładał kompozycję w Konserwatorium Paryskim. W 1970 roku otrzymał wielką nagrodę muzyczną miasta Paryża.
Tworzył w stylistyce neoklasycznej, posługując się tradycyjnymi technikami i formami. W swoich kompozycjach wprowadzał ostre, dysonansowe współbrzmienia i rytmiczne ostinata.

## Wybrane kompozycje
(na podstawie materiałów źródłowych)

### Utwory orkiestrowe
- Koncert wiolonczelowy (1927)
- poemat symfoniczny Chant funèbre (1927)
- Danse (1928)
- 3 Pastorales (1928)
- Ouverture pour un Don Quichotte (1929)
- Burlesque na skrzypce i orkiestrę (1929)
- Adagio na smyczki (1930)
- Ouverture pour une opérette imaginaire (1930)
- 5 Mouvements brefs (1931)
- Le Livre d’Urien (1931)
- 8 symfonii (I 1931, II na smyczki 1937, III na smyczki 1937, IV na smyczki 1947, V 1950, VI 1958, VII 1961, VIII na smyczki 1978)
- Concertino na altówkę lub saksofon altowy (1935)
- Musiques nocturnes (1936)
- Pay sage pour une Jeanne d’Arc à Domrémy (1936)
- 2 koncerty fortepianowe (I 1940, II na fortepian i smyczki 1953)
- Koncert skrzypcowy (1942)
- Rapsodie provençale (1949)
- Ouverture pour un drame (1952)
- Koncert na saksofon altowy, trąbkę i smyczki (1954)
- Koncert na flet i smyczki (1956)
- Musique pour un ballet (1957)
- Le Déjeuner sur l’herbe (1958)
- Koncert na klarnet i smyczki (1958)
- Koncert na fagot i smyczki (1963)
- Koncert na instrumenty dęte blaszane, kotły i smyczki (1963)
- Drames (1966)
- Résonances (1966)
- Triade na smyczki (1967)
- Koncert na obój i smyczki (1967)
- Koncert na trąbkę i smyczki (1970)
- Lento doloroso na smyczki (1981)

### Utwory kameralne
- 2 kwartety smyczkowe (I 1924, II 1940)
- Trio smyczkowe (1933)
- Grave et presto na kwartet saksofonowy (1938)
- Duo na flet i klarnet (1968)
- Climats na czelestę, wibrafon, ksylofon, fortepian i smyczki (1968)
- Capriccio na kwintet dęty (1972)
- Brilliances na septet dęty blaszany (1972)
- Comme une tendre berceuse na flet i fortepian (1984)
- 3 Movements na klarnet i fortepian (1985)

### Utwory fortepianowe
- 5 mouvements brefs (1931)
- Tornades (1950)
- 3 pointes sèches (1952)
- Nocturne (1956)
- Quatre Fantasmes (1967)
- Sonata (1969)
- Alternances (1974)
- Nostalgia (1980)
- Contrasts (1981)
- Stele (1982)
- Couleurs contrastées (1983)

### Utwory wokalno-instrumentalne
- Psaume LVI na sopran, chór i orkiestrę (1937)
- Ballade des amants désespérés na chór i orkiestrę (1945)
- Requiem na mezzosopran, bas, chór i orkiestrę (1953)
- Christus Rex na kontralt, chór i orkiestrę (1966)
- Dolor na chór i orkiestrę (1973)

### Opera
- Vénitienne (wyst. Paryż 1937)